# Priehyba
Priehyba je nejníže položené sedlo v hlavním hřebeni Kráľovohoľských Tater v nadmořské výšce 1190 m, přibližně uprostřed horstva. Vede jím zpevněná lesní cesta z Heľpského podolí z Heľpy na Čierny Váh, a to Driečnou dolinou, Ráztoky a Ipolticou. Cesta není přístupná veřejné dopravě.

## Turistika
Sedlo je křižovatkou žluté turistické značky vedoucí z Heľpy a červené (Cesta hrdinů SNP).